# Helius subpauperculus
Helius subpauperculus är en tvåvingeart som beskrevs av Alexander 1975. Helius subpauperculus ingår i släktet Helius och familjen småharkrankar.
Artens utbredningsområde är Nigeria. Inga underarter finns listade i Catalogue of Life.